# Instituto de Política Migratoria
El Instituto de Política Migratoria (MPI por las siglas en inglés de Migration Policy Institute) es un laboratorio de ideas independiente y no partidista establecido en 2001 por Kathleen Newland y Demetrios G. Papademetriou. Busca mejorar las políticas de inmigración e integración a través de investigación y análisis de calidad, oportunidades para el aprendizaje y el diálogo, y el desarrollo de nuevas ideas para abordar cuestiones políticas complejas de manera que beneficien a todos los integrantes de la sociedad.

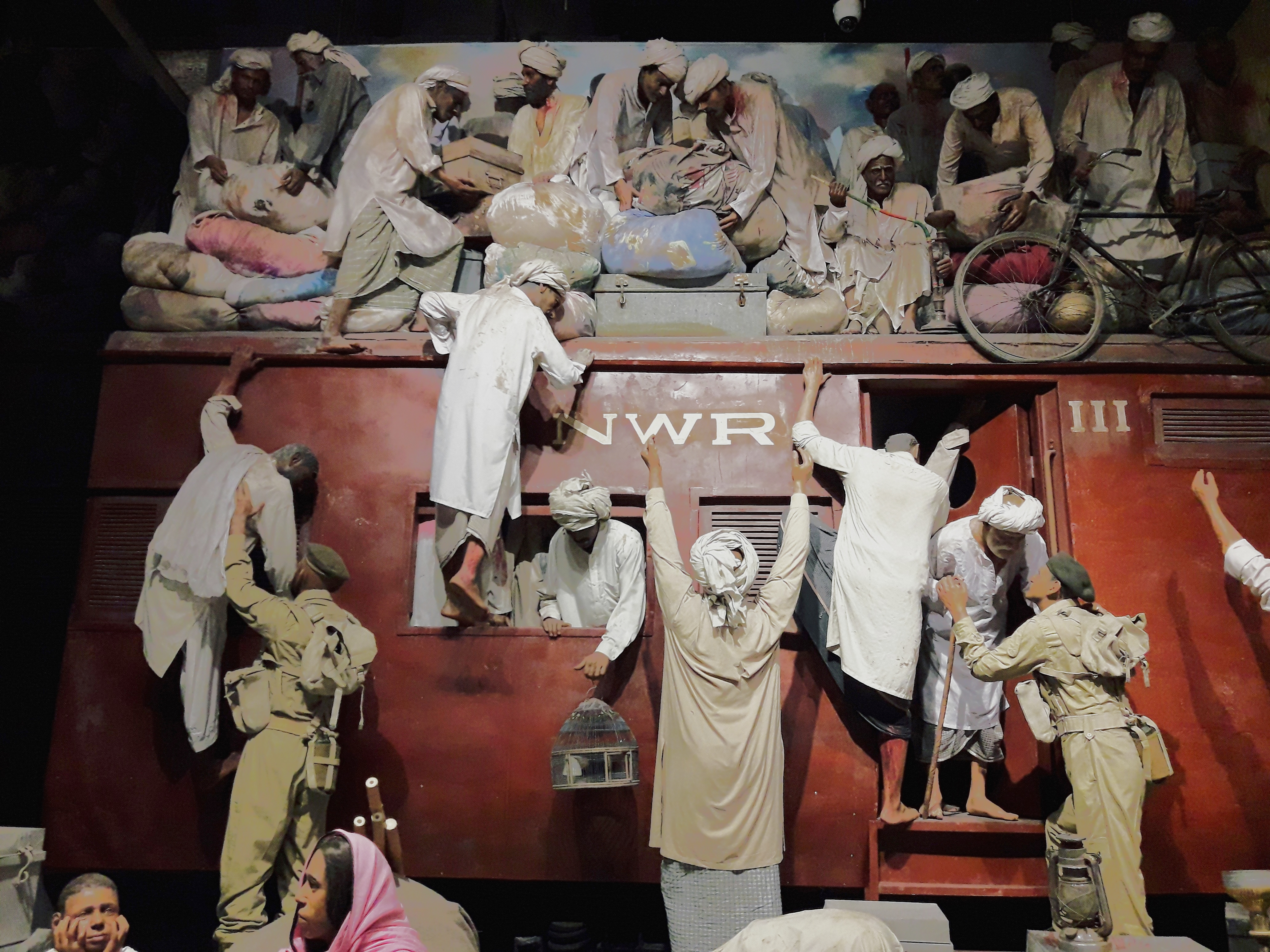
Tren de migrantes hacia Pakistán. El Instituto de Política Migratoria busca mejorar las políticas de inmigración.

## Descripción
El Instituto de Política Migratoria fue fundado en Washington D. C., por Demetrios G. Papademetriou y Kathleen Newland en 2001. La organización lanzó MPI Europe en 2011 en Bruselas. Su presidente es Andrew Selee. El instituto publica una revista en línea, la Fuente de Información sobre Migración, que proporciona información, consideraciones y análisis de las tendencias de la migración internacional y los refugiados. También alberga la Plataforma de datos de migración, que ofrece herramientas interactivas de datos y mapas extraídos de fuentes estatales y no estatales de todo el mundo.
El MPI organiza una conferencia anual sobre leyes y políticas estadounidenses de inmigración en cooperación con el Centro de Derecho de la Universidad de Georgetown y la Red Católica de Inmigración Legal, Inc.
El MPI «se guía por la creencia de que los países deben tener políticas de inmigración e integración sensatas y bien pensadas para garantizar los mejores resultados tanto para los inmigrantes como para las comunidades receptoras». Para ayudar a esto, el MPI lleva a cabo las siguientes tareas:
- Proporciona datos, información y análisis accesibles y oportunos sobre cuestiones de inmigración e integración que cubren los principales temas sobre los que los responsables políticos y la opinión pública necesitan información.[12]
- Realiza investigaciones que llenen las principales lagunas de comprensión en torno a los flujos migratorios y la política de inmigración e integración.[12]
- Evalúa la eficacia de las políticas actuales de inmigración e integración, así como el impacto de la inmigración en los mercados laborales, los resultados educativos y la cohesión social.[12]
- Promueve un espacio de confianza para el diálogo y una serie de oportunidades de aprendizaje sobre formas de abordar los problemas de inmigración e integración.[12]
- Proporciona asistencia técnica a formuladores de políticas, profesionales y organizaciones no gubernamentales que intentan resolver retos específicos de inmigración e integración.[12]
- Propone nuevas políticas para abordar más eficazmente los retos de inmigración e integración.[12]

El MPI, aunque generalmente está a favor de la inmigración, adopta un enfoque crítico y basado en la evidencia para mejorar la calidad y los estándares de la inmigración en todo el mundo, con un enfoque particular en América y Europa.

### Principales áreas programáticas
MPI opera a través de 3 áreas principales:
- El Programa de política de inmigración de EE. UU.: este programa analiza las políticas estadounidenses y sus impactos, así como las complejas fuerzas —demográficas, económicas, políticas, de política exterior y otras— que dan forma a la inmigración a los Estados Unidos. El programa también ofrece liderazgo de pensamiento influyente y recomendaciones de políticas para que el sistema de inmigración sirva mejor al interés nacional.[13]
- El Centro Nacional de Políticas de Integración de Inmigrantes: este centro es un punto de encuentro para cargos electos, líderes sociales, educadores, periodistas, investigadores, proveedores de servicios locales, gerentes de agencias estatales y locales y otros que buscan comprender y responder a los desafíos y oportunidades que las altas tasas de inmigración actuales crean en las comunidades locales.[14]
- El Programa internacional: es un laboratorio de políticas para desarrollar soluciones innovadoras, basadas en evidencia y políticamente factibles para los retos de las políticas migratorias en todo el mundo.[15]

### Iniciativas del MPI
El MPI también ha puesto en marcha 3 para mejorar la calidad de la política y los estándares de inmigración en todo el mundo, particularmente en los Estados Unidos y las regiones circundantes.

#### La Iniciativa de servicios humanos
Se centra en «diversos problemas de inmigración que afectan a los niños, las familias y los programas y políticas de servicios humanos y de salud en los Estados Unidos». Además, «produce investigaciones, análisis de políticas, reuniones privadas, eventos públicos y asistencia técnica para informar las políticas y prácticas federales, estatales y locales». Al servicio de esta iniciativa, el MPI trabaja en los siguientes temas:
- Reasentamiento de refugiados: «esta iniciativa realiza investigaciones y brinda asistencia técnica para fortalecer los servicios de reasentamiento de refugiados, con especial atención a los grupos desatendidos, como mujeres, niños, jóvenes y personas con discapacidades. La iniciativa se involucra en estudios comparativos para identificar modelos prometedores de reasentamiento en diferentes contextos nacionales o regionales».[16]
- Menores no acompañados: «políticas y programas que afectan a los menores no acompañados ("menas") mientras están bajo custodia estatal, en transición a las comunidades locales o volviendo a sus países de origen. La iniciativa involucra a proveedores, gobiernos, organizaciones comunitarias y otros para mejorar los servicios a estos niños con base en los principios de desarrollo y bienestar infantil».[16]
- Acceso a beneficios y servicios: «esta iniciativa examina los marcos legales y de políticas establecidos por los gobiernos para determinar la elegibilidad de los inmigrantes para beneficios y servicios públicos como Medicaid y el Programa de Asistencia Nutricional Suplementaria. También se centra en los desafíos sistémicos para conectar a los asilados, hijos de inmigrantes y otros grupos elegibles con los beneficios y servicios disponibles».[16]

#### La Iniciativa para América Latina y el Caribe
Esta iniciativa trabaja «para desarrollar investigaciones basadas en la evidencia y políticas innovadoras y eficaces para los retos migratorios que enfrentan América Latina y el Caribe». Se centra en el panorama cada vez más complejo que rodea la inmigración a Estados Unidos desde Centroamérica y México. Actualmente esta iniciativa intenta:
- Desarrollar vías para que los inmigrantes entren legalmente en otros países
- Mejorar la integración de los inmigrantes en América Central y del Norte
- Aumentar la cooperación regional con respecto a la gestión de la migración en América Central y del Norte.
- Operar un Portal de migración de América Latina y el Caribe, que sirve como centro de intercambio de información para la investigación y el análisis de la migración en la región.[18]

#### El Consejo Transatlántico sobre Migración
El Consejo Transatlántico sobre Migración (TCM, por sus siglas en inglés) es un «órgano deliberativo único que examina cuestiones políticas vitales e informa los procesos de formulación de políticas migratorias en Europa, América del Norte y Australia». El consejo fue fundado por el presidente fundador del MPI, Demetrios Papademetriou, tiene su sede en Washington D. C., y recibe apoyo de Carnegie Corporation de Nueva York, la Fundación Calouste Gulbenkian, así como de los gobiernos de Australia, Canadá, Alemania, los Países Bajos, Noruega y Suecia. Este consejo declara que tiene una doble misión:
- «Informar la agenda de inmigración e integración transatlántica y promover una formulación de políticas mejor informada mediante la identificación proactiva de cuestiones críticas, analizándolas a la luz de la mejor investigación y llevándolas a la atención pública».[19]
- «Servir como un recurso para los gobiernos mientras lidian con los desafíos y oportunidades asociados con la migración internacional».[19]

En estos esfuerzos, el enfoque del TCM es «basado en la evidencia, progresista aunque pragmático, y rabiosamente independiente». Las opciones de políticas presentadas ante el consejo son examinadas por destacados expertos y se basan en campos que incluyen:
- «Avanzar en la cohesión social y la justicia social a través de políticas de ciudadanía e integración más reflexivas que se centren por igual en los derechos y las responsabilidades».[19]
- «Mejorar el crecimiento económico y la competitividad a través de la inmigración».[19]
- «Fomentar y facilitar una mayor movilidad a través de una mayor seguridad».[19]
- «Comprender mejor la relación entre los estados y las comunidades religiosas emergentes y desarrollar los derechos y responsabilidades de todas las partes».[19]
- «Comprender mejor los complejos vínculos entre migración y desarrollo».[19]